# Mamre
Mamre (en hebreu מַמְרֵא) és un antic santuari, originàriament construït al voltant d'un arbre sagrat, que pertanyia a Canaan. Les fonts talmúdiques fan al·lusió a aquest lloc com Beth Ilanim o Botnah, on tenia lloc una de les tres festes (o mercats) més importants de Judea. Mamre es troba aproximadament a mig camí entre Halhul i l'Hebron històrica, a uns 4 km al nord d'Hebron.

## Bíblia hebrea

### Noms i esdeveniments
Al Gènesi 13:18 apareix Abraham instal·lant-se als «grans arbres de Mamre». La tradició hebrea original sembla referir-se, pel que fa a una variació textual conservada a la Septuaginta, a un sol roure gran, al qual Flavi Josep anomenà Ògig. Mamre podria haver estat un amorrita, un cacic tribal que va donar el seu nom a una roureda. El Gènesi el relaciona amb Hebron o amb algun lloc proper a la ciutat. De fet, Mamre s'ha associat sovint a la Cova de Macpelà. Segons Francesca Stavrakopoulou, hi ha força confusió a la narrativa bíblica no només amb Mamre, sinó també amb Macpelà, Hebron i Quiriat-Arbà; els quatre noms apareixen repetidament emparentats. En una altra part del Gènesi s'identifica Mamre amb la pròpia Hebron. Hi ha una tradició cristian que data dels primers pelegrins del segle iv que relaciona la Mamre de l'Antic Testament amb les ruïnes no emmurallades del que els registres de la tradició àrab anomenen "Ramet el-Halil" (El turó de l'amic).
Una altra part de la Bíblia es refereix al lloc com «les nogueroles de Mamre l'amorrita», on Mamre seria el nom d'un dels tres líders amorrites que van unir les seves forces amb les d'Abraham per perseguir Xedorlaomer i salvar Lot (Gen 14:13,24).
Les suposades incoherències se solen explicar en relació amb la discordança entre les tradicions escrites que hi ha sota la composició del Pentateuc, la primera relacionada amb la tradició jahvista, la segona amb la tradició elohista, segons la hipòtesi documental dels estudiosos moderns.

### Identificació
Encara no s'ha descobert el lloc exacte de Mamre, al qual només es fa menció al Gènesi.
Segons una interpretació de la narració bíblica, Ramat el-Khalil és el Mamre on Abraham va plantar les tendes del seu campament, va construir-hi un altar i va rebre les notícies de Déu, en forma de tres àngels, sobre l'embaràs de Sara.
D'una altra banda, Khirbet es-Sibte, també conegut com a Ain Sebta, el lloc on es troba el Roure de Mamre a uns dos quilòmetres al sud-oest de Ramat al-Khalil, ha estat considerat des del segle xix com el lloc on Abraham va plantar les tendes i va veure els àngels.

## Història i arqueologia

### Edat del bronze
Al jaciment de Ramat el-Khalil s'han trobat fragments d'atuells de l'edat del bronze que podrien indicar que aquest lloc de culte es trobava ja en ús al voltant dels anys 2600 i 2000 aC, encara que no hi ha proves arqueològiques que estigués ocupat des de la primera meitat del segon mil·lenni fins al final de l'edat del ferro.

### Josep: la noguerola
Flavi Josep (37 dC - c. 100 dC) va deixar constància d'una tradició segons la qual el llentiscle o noguerola de Mamre era tan antic com la pròpia paraula (La guerra dels jueus, 4.535). El lloc tenia moltes llegendes, els jueus, els cristians i els pagans hi feien sacrificis cremant animals, i es considerava que l'arbre era immune al foc dels sacrificis. Hi ha constància que Constantí I el Gran (302-337) va voler intentar, sense èxit, acabar amb aquells sacrificis. Cal destacar que el llentiscle del qual parla Josep és diferent del Roure de Mamre modern, i es trobava emplaçat en una ubicació diferent.

### Herodes: el recinte
Herodes el Gran va manar construir el mur de dos metres de gruix que envolta la zona de 60 metres d'amplària i 83 de llargària, possiblement pel seu caràcter de lloc de veneració. El recinte contenia un antic pou de més de 5 metres de diàmetre que es coneixia com el Pou d'Abraham.

### Període romà: el temple d'Hadrià
L'estructura erigida per Herodes fou destruïda pels exèrcits de Ximon bar Kokhebà i posteriorment reconstruïda per l'emperador romà Hadrià. Hadrià va donar una nova idea a la fira comercial, que havia estat important a causa del seu emplaçament en una intersecció del nus de comunicacions de les muntanyes del sud de Judea. Aquest mercatus o fira va ser un dels llocs on, segons la tradició jueva conservada per Jeroni d'Estridó, Hadrià va decidir vendre com esclaus les restes de l'exèrcit de Bar Kokhebà.

### Tradició rabínica
A causa de la naturalesa idòlatra dels rituals realitzats a la fira, els rabins van prohibir als jueus participar-hi. Según el Talmud de Jerusalén:
| « | van prohibir una fira només en cas que tingués el caràcter de la de Botnah. Com s'ha comentat en aquestes mateixes línies en una tradició tanaim. Hi ha tres fires; la fira de Gaza, la fira d'Acre i la fira de Botnah, i la més corrupta de totes elles és la de Botnah. | » |

### Imperi Romà d'Orient
Malgrat la prohibició rabínica, durant el regnat de Constantí I el Gran (302-337) el mercat s'havia convertit en un festival interconfessional (a més de mantenir la seva funció comercial) en què participaven cristians, jueus i pagans. El santuari de Mamre fou construït per als cristians després que Eutròpia, sogra de Constantí, visités el lloc i s'escandalitzés pel seu caràcter pagà. Constantí, assabentat d'aquestes pràctiques paganes, va intentar sense èxit acabar amb els rituals festius celebrats al voltant de l'arbre. Va ordenar al comes Acaci destruir tots els ídols pagans i prohibir tota pràctica pagana. L'emperador va fer construir-hi una basílica dedicada a Sant Jordi i el recinte es va remodelar, essent encara visibles els ciments d'aquella estructura.
El 1957 es va dur a terme un pla de reconstrucció del jaciment que va partir de les excavacions realitzades per l'acadèmic alemany Mader entre el 1926 i el 1928. Gràcies a això es va descobrir la basílica constantina i la muralla oriental del recinte, així com un pou, un altar i un arbre a la part oriental sense sostre del recinte.
La descripció d'Hèrmies Sozomen al segle V (Historia Ecclesiastica, Llibre II 4-54) és la més detallada sobre les pràctiques realitzades a Mamre a començaments del període cristià:
| « | El lloc es coneix actualment com La Noguerola, i està situat a una distància de quinze estadis d'Hebron (...). Cada any s'hi celebra un famós festival durant l'estiu, tant pels habitants de la zona com pels de les parts més distants de Palestina i per fenicis i àrabs. Molts hi van per qüestions de negocis, alguns per vendre-hi i altres per comprar. La festa la celebra una gran congregació de jueus, atès que ells presumeixen que Abraham va ser el seu avantpassat; de pagans, car hi va haver àngels que van visitar el lloc; de cristians, perquè aquell qui havia de néixer de la Verge per a la salvació de la humanitat es va aparèixer allà a un home pietós. Cada qual venera aquest lloc segons la seva religió: alguns preguen a Déu, el qui tot ho governa, d'altres fan cridar els àngels i els ofereixen libacions de vi, cremant encens o sacrificant un bou, una cabra, una ovella o un gall... La sogra de Constantí [Eutròpia], després d'haver-hi anat per complir un vot, va donar-ne notícia a l'emperador. Així que ell va escriure als bisbes de Palestina reprovant-los haver oblidat llur missió i haver permès que un lloc tan sagrat sigui profanat amb aquelles libacions i aquells sacrificis. | » |

Antoní de Plasència parla al seu Itinerarium d'una viatge seu a Terra Santa (c. 570 dC), de la basílica amb els seus quatre pòrtics i el seu atri descobert. Tant cristians com jueus pregaven allà separats per una petita pantalla (cancellus). Els fidels jueus hi acudien en massa per celebrar el derrocament de Jacob i de David el dia després de la tradicional data de naixement de Crist.
Arculf, un bisbe franc que va visitar el Xam l'any 680, parla sobre Mamre indicant una localització lleugerament errònia respecte de la Cova de Macpelà:
| « | Una milla cap al nord de les Tombes que han estat descrites anteriorment s'hi troba el molt frondós i florit turó de Mambre, que mira cap a Hebron, que li queda al sud. Aquesta muntanyeta, que es diu Mambre, té un cim pla al nord del qual s'ha construït una gran església de pedra, al costat dret de la qual, entre dos murs d'aquesta gran basílica, el Roure de Mamre, com n'és de meravellós dir-ho, s'alça arrelat a la terra; també es coneix com el Roure d'Abraham, perquè sota aquest arbre ell va rebre hospitalàriament els Àngels. Sant Jeroni narra que aquest arbre havia existit des del principi del món fins al regnat de l'emperador Constantí; però no va dir que havia mort després, potser perquè en aquell moment, tot i que la totalitat d'aquest gran arbre no era visible com abans, un tronc espuri encara romania ancorat a terra, protegit sota el sostre de l'església, amb l'alçada de dos homes; d'aquest inútil, espuri tronc, que ha estat tallat per tots costats amb destrals, petites estelles es transporten a les diferents províncies del món per a la seva veneració i la memòria d'aquest roure, sota el qual, com s'ha dit anteriorment, aquella famosa i notable visita dels Àngels li fou concedida al patriarca Abraham. | » |

Una estampa de la basílica de Constantí amb la columnata del seu atri apareix al Mapa de Madaba del segle vi, acompanyat d'una inscripció en grec parcialment preservada: "arbre, també la Noguerola. El Roure de Mambre".

### Després delseglexii
L'última identificació i descripció clara de les restes de l'església romana d'Orient de Ramat el-Khalil prové d'un pelegrí rus conegut com l'abat Daniel (1106-1108). A mitjans del segle xii les al·lusions a Mamre comencen a fer-se vagues i la ubicació del Roure d'Abraham sembla haver-se traslladat a una o més localitzacions al camí que connecta Ramat el-Khalil amb Hebron. El que avui es considera la ubicació tradicional del Roure d'Abraham és un lloc originàriament conegut en àrab com Ain Sebta, que solia estar als afores de la Hebron històrica però que actualment s'ha integrat dins de l'expansió urbana d'aquesta ciutat palestina.
En una nota a peu de pàgina d'una publicació de 1895 de la peregrinació d'Arculf apareix escrit:
| « | "El Roure o Noguerola d'Abraham ha estat emplaçat en dos llocs diferents. Arculf i molts altres (Sant Jeroni, Itinerarium Burdigalense, Sozomen, Euqueri 'possiblement Euqueri de Lió', Benjamí de Tudela, l'Abat Daniel, etc.) semblen apuntar a les ruïnes d'Er Rameh, prop de Beit el-Khalil, o la Casa d'Abraham, amb un bon manantial. Els jueus encara mantenen que aquest és el Roure de Mamre. Els cristians assenyalen un altre lloc, Ballutet SEbta, on hi ha un bell garric. Ballut és la paraula àrab per a roure". | » |